# Spörlmühle
Spörlmühle (früher auch Neumühle genannt) ist ein Wohnplatz der Stadt Helmbrechts im Landkreis Hof (Oberfranken, Bayern). Spörlmühle liegt in der Gemarkung Helmbrechts.

## Geografie
Die ehemalige am Eierbach liegende Einöde ist in der Ottengrüner Straße (=Kreisstraße HO 38) des Gemeindeteils Helmbrechts aufgegangen. Diese führt nach Ottengrün (1 km südlich).

## Geschichte
Gegen Ende des 18. Jahrhunderts bestand Spörlmühle aus einem Anwesen. Die Hochgerichtsbarkeit stand dem bayreuthischen Stadtvogteiamt Helmbrechts zu. Der Bürgermeister und Rat Helmbrechts war Grundherr der Mahlmühle mit Haus.
Von 1797 bis 1810 unterstand Spörlmühle dem Justiz- und Kammeramt Münchberg. Infolge des Ersten Gemeindeedikts wurde Spörlmühle dem 1812 gebildeten Steuerdistrikt Helmbrechts und der zugleich entstandenen Munizipalgemeinde Helmbrechts zugewiesen.

### Einwohnerentwicklung
| Jahr      | 1812  | 1819  | 1861  | 1871  | 1885   | 1900   | 1925   | 1950   | 1961   |
| Einwohner | *     | *     | 10    | 16    | 17     | 38     | 35     | 40     | 13     |
| Häuser    | *     |       |       |       | 1      | 5      | 2      | 2      | 2      |
| Quelle    | [ 5 ] | [ 8 ] | [ 9 ] | [ 1 ] | [ 10 ] | [ 11 ] | [ 12 ] | [ 13 ] | [ 14 ] |

## Religion
Spörlmühle ist evangelisch-lutherisch geprägt und bis heute nach St. Johannes der Täufer (Helmbrechts) gepfarrt.